# 船津駅 (慶尚南道)
船津駅 （ソンジンえき）は、大韓民国慶尚南道泗川市にかつて存在した鉄道庁晋三線の駅。

## 歴史
- 1965年12月7日 - 開業[1]。
- 1977年5月16日 - 旅客営業中止[2]。
- 1980年10月1日 - 貨物取扱中止[3]。
- 1990年1月20日 - 廃駅[4]。

## 隣の駅
晋三線
泗川駅 - 船津駅 - 琴聞駅